# ウィレム・マリウス・ドクテルス・ファン・レーウェン

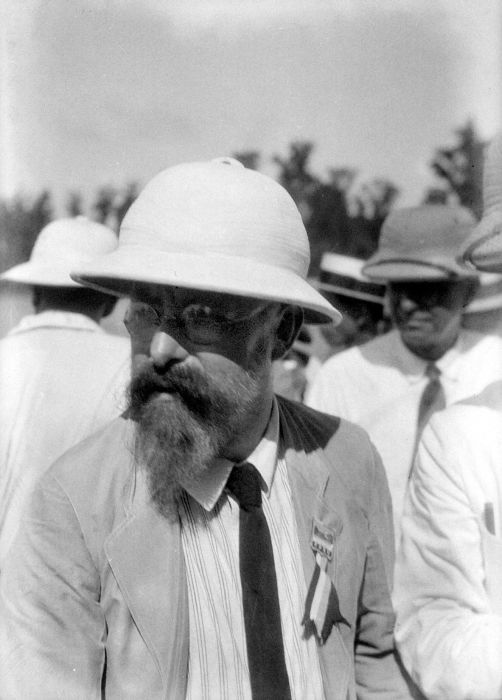
ウィレム・マリウス・ドクテルス・ファン・リューエン

ウィレム・マリウス・ドクテルス・ファン・レーウェン（Willem Marius Docters van Leeuwen 、1880年3月16日 - 1960年2月25日）は、オランダの植物学者、昆虫学者である。
オランダ領東インドのバタヴィア（現ジャカルタ）生まれた。アムステルダム大学で生物学を学び、カタビロコバチ科のIsosoma graminicola Giraud.の変態中の器官の変化の研究をした。1908年からオランダ領東インドの中部ジャワ州のサラティガで昆虫学者として働き、1909年から1915年の間は、スマランの中学校で博物学を教えた。1915年からはバンドンの中学で教え、校長も務めた。ジャワにいる間に、昆虫の寄生によって植物に形成される虫こぶの研究や、アリと植物の共生、植物の種子散布や　高山植物や、火山島のクラカタウの新種植物などを研究した。1918年から1932年の間、ボゴール植物園の園長を務めた。1926年にはアメリカとオランダによる中部ニューギニア探検の植物部門を率いた。1926年から1832年の間にはバタビアの臨床医学校の教授も務めた。1916年から1932年の間、オランダ王立科学アカデミーの客員会員だった。
1932年にオランダに戻り、レールスヌ（Leersum）に住んだ。1842年から1950年の間、王立熱帯研究所（Koninklijk Instituut voor de Tropen）が設けた、アムステルダム大学の熱帯植物学の教授を務めた。